# علي لمغيفري
علي لمغيفري (مواليد 1975 في نواذيبو) هو حكم كرة قدم موريتاني. وهو حاصل على شهادة في المحاسبة. أصبح حكماً دولياً معتمد لدى الفيفا في عام 2005. شارك في تحكيم مباريات بطولة أمم أفريقيا للمحليين 2011  وتصفيات كأس العالم 2014.